# 桃山学院短期大学
桃山学院短期大学（日语：／ Momoyama Gakuin Tankidaigaku *）是过去一所位于日本爱媛县新居滨市的私立短期大学。

## 概要

### 简介
- 学校最早可以追溯到于1884年[1]。短期大学为于1973年开办[1]、由学校法人桃山学院经营、来教育的基础是圣公宗。招生到于1988年、停办于1992年[2]。

### 历史
- 1973年 桃山学院短期大学成立并同时设置三个学科、以下列举。
  - 教养学科
  - 幼儿教育学科
- 1977年 一个专攻即幼儿教育专攻成立于专科[3]。
- 1988年 招生最后、次年停止招生（正式停办于1992年1月27日[2]）。

## 学校环境
- 校区：在了爱媛县新居滨市[注 1]

## 历任校长
- 竹内正已：第一代短期大学校长[4]。
- 太田雅夫：最后短期大学校长[5]。

## 组织

### 学科
- 教养学科
- 幼儿教育学科

### 专科
| - 幼儿教育专攻 |

### 业余课程
| - 没有 |

## 相关链接
- 日本短期大学列表